# Blu (Giorgia)
Blu è l'undicesimo album in studio della cantautrice italiana Giorgia, pubblicato il 17 febbraio 2023, dall'etichetta discografica Microphonica, e distribuito da Sony Music.
Il disco contiene al suo interno il singolo Parole dette male, con il quale la cantante ha preso parte al 73º Festival di Sanremo. Si è trattato della quinta partecipazione dell'artista alla kermesse, nella quale si è classificata sesta.

## Antefatti
Dopo la pubblicazione del decimo album in studio Oronero del 2016, Giorgia ha preso una pausa dalla discografia, ad eccezione dell'album di cover Pop Heart del 2018. Negli anni successivi Giorgia ha incontrato difficoltà artistiche e personali, affermando al Messaggero che «a partire dai manager, raramente mi sono sentita protetta, hanno anche tentato di cambiarmi»; negli anni inoltre alcuni collaboratori della cantante sono passati dalla Columbia Records alla Warner Records, scelta non presa dall'artista poiché «nelle altre case discografiche mi considerano una rompipalle, una battagliera. [...] Non escludo niente. Bisogna vedere se mi lasciano andare e se mi vogliono». In un'intervista rilasciata al Corriere della Sera, Giorgia ha raccontato la difficoltà di scrivere ed interpretare nuovi brani e le sue ispirazioni artistiche:
Nel 2022 Giorgia torna a cantare nella collaborazione Parentesi di Mara Sattei, e nel brano Luglio presente nell'album Ritorno al futuro/Back to the Future di Elisa, partecipando inoltre all'Heroes Festival a Verona di quest'ultima. Successivamente la cantante si esibisce alla manifestazione Una. Nessuna. Centomila, contro la violenza sulle donne, e all'evento promosso dal Corriere della Sera Il tempo delle donne, in cui presenta il brano inedito Tornerai, scritto da Francesca Michielin e Ghemon, confermando di essere al lavoro a un nuovo progetto discografico.

## Descrizione
Blu si compone di nove brani, quattro dei quali scritti dalla cantante, con la produzione di Big Fish e Rhade, segnando il primo progetto di Giorgia non prodotto da Michele Canova Iorfida dal 2018. Al progetto hanno preso parte numerosi autori e produttori, tra cui Elisa, Francesca Michielin, Mahmood, Jake La Furia, Dardust, Ghemon, Sissi e Gemitaiz, quest'ultimo presente vocalmente nella traccia Ogni chance che hai.
In un'intervista rilasciata a IO Donna, Giorgia ha spiegato il significato e la scelta del titolo dell'album:

## Artwork e copertina
L’artwork del progetto è stato ideato da Maria Grazia Chiuri, stilista e direttrice creativa di Dior, ispirata dall’immagine dell’Uomo vitruviano di Leonardo da Vinci. Il concept pone al centro tra terra e cielo la donna, vestita con un abito disegnato dalla stessa Chiuri che riproduce le costellazioni con ricami di paillettes dorate. I capelli acconciati all'indietro ricordano David Bowie, pure spesso collegato all'immaginario astrale. Giorgia ha descritto la scelta artistica:

## Promozione
Il 4 novembre 2022 Giorgia pubblica Normale, primo singolo estratto dall'album, accompagnato dal cortometraggio Normale con Giorgia diretto da Rocco Papaleo, filmato a Roma e reso disponibile sul canale YouTube della cantante. Nel febbraio 2023 viene pubblicato il secondo singolo Parole dette male, presentato in gara al 73º Festival di Sanremo.
In promozione dell'album è stato annunciato il tour Blu live diviso nei due tronconi Blu live - Teatri lirici nella primavera 2023 e Blu live - Palasport nell'autunno 2023.

## Accoglienza
| Recensione | Giudizio |
| ---------- | -------- |
| Newsic     | 6,9/10   |
| Rockol     | 7/10     |

Mattia Marzi di Rockol afferma che con il progetto la cantante abbia «ritrovato le sue radici R&B e soul», apprezzando la capacità di autori e produttori di aver «aiutato la cantante a recuperare le sue influenze adolescenziali e ad aggiornarle». Marzi lo definisce un «disco senza concessioni» in cui «Giorgia segue una strada tutta sua, provando ad essere classica e contemporanea al tempo stesso», associandolo al progetto discografico della cantante, Ladra di vento, del 2003. Gabriele Fazio dell'Agenzia Giornalistica Italia scrive che l'album sia «adulto» e «raffinato», sebbene non di «immediata ricezione» per il pubblico, sottolineando che «Giorgia ha assunto un tale status artistico e non è che può star lì a pendere dagli umori dei bambini che ascoltano la trap».

## Tracce
Crediti riportati sul sito della SIAE.
1. Meccaniche celesti – 3:11 (testo: Giorgia Todrani – musica: Giorgia Todrani, Massimiliano Dagani, Mario Marco Gianclaudio Fracchiolla)
2. Normale – 3:14 (testo: Alessandro Mahmoud – musica: Dario Faini, Mario Marco Gianclaudio Fracchiolla, Massimiliano Dagani)
3. Atacama – 2:52 (testo: Silvia Cesana, Iacopo Sinigaglia – musica: Iacopo Sinigaglia)
4. Parole dette male – 3:06 (testo: Alberto Bianco, Francesco Roccati – musica: Alberto Bianco, Francesco Roccati, Massimiliano Dagani, Mario Marco Gianclaudio Fracchiolla)
5. Senza confine – 2:46 (testo: Giorgia Todrani, Elisa Toffoli – musica: Elisa Toffoli, Dario Faini, Mario Marco Gianclaudio Fracchiolla, Vanni Casagrande, Massimiliano Dagani)
6. Sì o no – 2:27 (testo: Francesco Vigorelli, Jacopo Ettorre – musica: Jacopo Ettorre, Paolo Baldini, Massimiliano Dagani)
7. Se – 2:53 (Giorgia Todrani)
8. Ogni chance che hai (feat. Gemitaiz) – 3:06 (testo: Giorgia Todrani, Davide De Luca, Jacopo Ettorre, Giovanni Cassano – musica: Giorgia Todrani, Giovanni Cassano, Massimiliano Dagani, Jacopo Ettorre, Mario Marco Gianclaudio Fracchiolla)
9. Tornerai – 3:01 (testo: Francesca Michielin, Giovanni Luca Picariello, Giorgia Todrani – musica: Francesca Michielin, Giovanni Luca Picariello, Andrea Piras, Edoardo Maggioni, Giorgia Todrani, Massimiliano Dagani)

## Classifiche
| Classifica (2023) | Posizione massima |
| ----------------- | ----------------- |
| Italia            | 12                |